# Maurice White
Maurice White (ur. 19 grudnia 1941 w Memphis, zm. 4 lutego 2016 w Los Angeles) – amerykański piosenkarz, muzyk, producent muzyczny, aranżer, współzałożyciel oraz lider zespołu Earth, Wind & Fire.

## Życiorys
Karierę muzyczną zaczynał od śpiewu w kościelnym chórze gospel. Jako aspirujący perkusista wyjechał do Chicago, gdzie w latach 60. XX w. studiował kompozycję w tamtejszym konserwatorium muzycznym, a także udzielał się jako perkusista sesyjny współpracując z wytwórniami Chess i OKeh. W Chicago współpracował m.in. z Muddy Watersem i Johnem Lee Hookerem. W 1969 roku wyjechał wraz z zespołem Salty Peppers do Los Angeles, gdzie założył grupę Earth, Wind & Fire, z którą odniósł największy sukces.
W ostatnich latach życia wycofał się z działalności artystycznej ze względu na chorobę Parkinsona. Zmarł 4 lutego 2016 roku w swoim domu w Los Angeles.

## Nagrody i wyróżnienia
White zdobył siedem nagród Grammy, m.in. w 1975 roku w kategorii Best R&B Vocal Performance By a Duo, Group or Chorus za piosenkę „Shining Star” (pierwsze wyróżnienie w karierze grupy EWF); muzyka uhonorowano także w 1978 roku w kategorii Best Arrangement Accompanying Vocal(s) za cover Beatlesów „Got to Get You into My Life” w wykonaniu Earth, Wind & Fire.
W 2000 roku White – razem z innymi członkami zespołu Earth, Wind & Fire – został wprowadzony do Rock and Roll Hall of Fame.
W roku 2019 artysta został pośmiertnie uhonorowany (wraz z zespołem Earth, Wind & Fire) wyróżnieniem Kennedy Center Honors